# Amoni
|  | No s'ha de confondre amb Ammoni. |

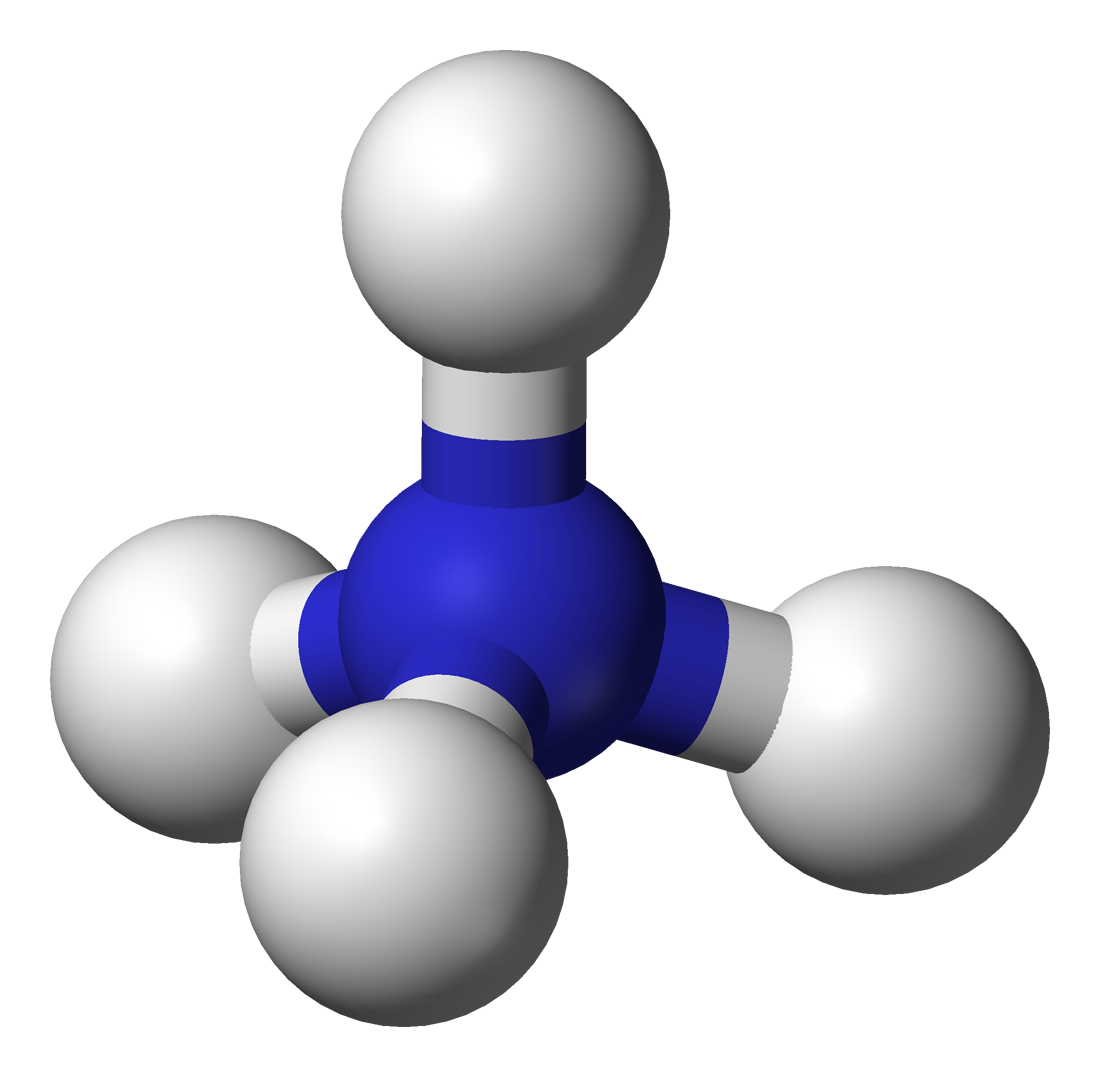
Model amb esferes i pals de l'amoni

El catió amoni és un catió poliatòmic carregat positivament, de fórmula química NH₄+. Té una massa molecular de 18,05 i està format per la protonació d'amoníac (NH₃). L'ió resultant té una pKa de 9,25. Els noms amoni i amino també són noms generals per a les amines substituïdes protonades o carregades positivament, i els cations amoni quaternaris N R₄, on un o més àtoms d'hidrogen són reemplaçats per grups alquil (que poden ser simbolitzats com R).

## Química

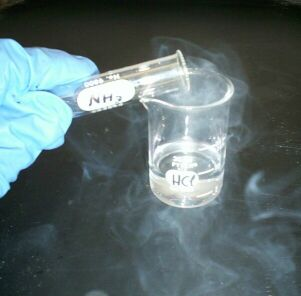
Fums d'àcid clorhídric i amoníac formant un núvol blanc de clorur d'amoni

L'amoníac és una base feble: reacciona amb àcids de Bronsted (donants de protons) per a produir l'ió amoni. Quan es dissol amoníac en aigua, una quantitat significativa d'aquest reacciona amb els ions oxoni a l'aigua per a produir ions amoni. L'ió amoni resultant és un àcid conjugat comparativament fort, i reacciona amb qualsevol base, regenerant la molècula d'amoníac neutra.
En dissolució aquosa, el grau en què l'amoníac forma l'ió amoni depèn del pH de la dissolució.
El parell electrònic lliure al nitrogen (N) a l'amoníac està representat com un parell de punts. Aquest parell d'electrons forma l'enllaç amb el protó H.
{\displaystyle \mathrm {H^{+}} +\underbrace {\mathrm {:\!NH_{3}} } _{\textrm {ammonia}}\rightleftharpoons \underbrace {\mathrm {NH_{4}^{+}} } _{\underset {\textrm {ion}}{\textrm {ammonium}}}}
A l'ió amoni, l'àtom de nitrogen forma quatre enllaços covalents, en comptes de tres com en l'amoníac, formant una estructura que és isoelectrònica a la molècula de metà i, en conseqüència, és energèticament favorable.
La formació dels composts d'amoni també pot ocorre en l'estat de gas; per exemple, quan vapors d'amoníac entren en contacte amb vapors de clorur d'hidrogen, es forma un núvol blanc de clorur d'amoni, que eventualment es diposita com una capa prima de sòlid sobre les superfícies. Els cations amoni s'assemblen als metalls alcalins com el Na o el K i pot ser trobat en sals com l'hidrogencarbonat d'amoni, clorur d'amoni, i nitrat d'amoni. Les sals d'amoni més simples són molt solubles en aigua.
La reducció del catió amoni allibera gas amoníac i hidrogen.
2NH₄+ + 2e− → 2NH₃ + H₂
Els radicals d'amoni poden dissoldre's en mercuri per a formar una amalgama. Pràcticament pot dur-se a terme mitjançant l'electròlisi d'una dissolució d'amoni amb un electrode de mercuri. Aquesta amalgama es descompon espontàniament per a produir amoníac i hidrogen.

## Ions d'amoni substituïts
Qualsevol àtom d'hidrogen a l'ió amoni pot ser substituït amb un grup alquil (o un altre radical orgànic) per a formar un ió amoni substituït, també anomenat ion amino. Depenent del nombre de grups de radicals orgànics, es pot anomenar catió d'amoni primari, secundari, terciari, o quaternari. Existeixen en equilibri amb la seva respectiva amina substituïda, depenent del pH.
Només els catioes d'amoni quaternaris estan carregats permanentment. Aquests cations, com el catió tetra-n-butilamoni són usats algunes vegades per a reemplaçar als ions sodi o potassi i incrementar la solubilitat global dels compostos en dissolucions orgàniques, basats en els principis HSAB. Les sals d'amoni quaternari són usats freqüentment com a catalitzadors de transferència de fase per la mateixa raó.
Un exemple d'una reacció que forma un ió amoni és la qual hi ha entre la dimetilamina, (CH₃)2NH, amb un àcid per a produir el catió dimetilamino, (CH₃)2NH₂ :

## Biologia
Els ions amoni són un producte tòxic, resultat del metabolisme als animals. En els peixos i invertebrats aquàtics, s'expulsa directament a l'aigua. En mamífers, taurons, i amfibis, es converteix en urea, perquè és menys tòxica i pot ser emmagatzemada més eficientment. En aus, rèptils i serps terrestres, l'amoni metabòlic es converteix en àcid úric, que és sòlid, i pot ser expulsat amb mínimes pèrdues d'aigua.
L'amoni és tòxic per als humans en altes concentracions, i pot causar danys en la mucosa que recobreix els pulmons, o cremades alcalines.